# هوبير ريفيس
هوبير ريفيس (بالفرنسية: Hubert Reeves)‏ هو عالم فيزياء فلكية كندي وفرنسي، ولد في 13 يوليو 1932 في مونتريال في كندا.

## وصلات خارجية
- الموقع الرسمي
- هوبير ريفيس على موقع IMDb (الإنجليزية)
- هوبير ريفيس على موقع ميوزك برينز (الإنجليزية)
- هوبير ريفيس على موقع ديسكوغز (الإنجليزية)
- هوبير ريفيس على موقع قاعدة بيانات الفيلم (الإنجليزية)